# San Dionisio, Chiapas
San Dionisio är en ort i Mexiko.   Den ligger i kommunen Jiquipilas och delstaten Chiapas, i den sydöstra delen av landet, 700 km sydost om huvudstaden Mexico City. San Dionisio ligger 622 meter över havet och antalet invånare är 288.
Terrängen runt San Dionisio är kuperad åt sydost, men åt nordväst är den platt. Runt San Dionisio är det ganska glesbefolkat, med 47 invånare per kvadratkilometer. I omgivningarna runt San Dionisio växer huvudsakligen savannskog.